# Clemente Cayrol
Clemente Cayrol (Mar del Plata), hijo de Adrián Cayrol (colaborador de Pedro Luro) fue un político argentino, tercer Intendente de General Pueyrredón (1891 - 1892). 
Actualmente en la ciudad hay una escuela que lleva su nombre, (EP2, Intendente Clemente Cayrol, Calle 3 de Febrero 9511, Mar del Plata)
El 26 de diciembre de 1886, se realizó la primera elección de General Pueyrredón, siendo los elegidos de esta primera votación: Clemente Cayrol, José Pose, Pedro Bouchez, Manuel Canata, Francisco Beltrami, Jacinto Peralta Ramos, Ovidio Zubiaurre, Juan Camet y el sacerdote Antonio Iglesias.  En carácter de suplente estuvo Luis Druge. 
Alfredo G. Dessein, verdadero pionero rural y fundador de la granja "La Marucha".  Sucedió en el cargo a Fortunato de la Plaza, siendo elegido en 1890 y tomó posesión de su cargo, el 7 de enero de 1891. Renunció a su cargo el 29 de septiembre de 1891, para dedicarse a las actividades rurales.
Interinamente, asumió la jefatura de la comuna Clemente Cayrol en reemplazo de Alejandro Dessein, que desempeñaba la presidencia del Cuerpo Deliberativo.